# Episodi di Squadra antimafia - Palermo oggi (seconda stagione)
La seconda stagione di Squadra antimafia - Palermo oggi viene trasmessa su Canale 5 dal 27 aprile al 10 giugno 2010.
| nº | Titolo                  | Prima TV Italia |
| -- | ----------------------- | --------------- |
| 1  | Evasione                | 27 aprile 2010  |
| 2  | La vendetta             | 4 maggio 2010   |
| 3  | Cimici                  | 11 maggio 2010  |
| 4  | Dura prova per la Mares | 12 maggio 2010  |
| 5  | Il summit               | 19 maggio 2010  |
| 6  | Il PC                   | 26 maggio 2010  |
| 7  | Lo scambio              | 2 giugno 2010   |
| 8  | Braccata                | 10 giugno 2010  |

## Evasione
- Diretto da: Beniamino Catena
- Soggetto di Serie: Pietro Valsecchi.
- Soggetti di puntata: Sandrone Dazieri e Luca Monesi

### Trama
La nuova serie ricomincia dalle vicende appena concluse della serie precedente.
Nardo, Vito, e un suo complice (Pasquale Iacuzzi) sono evasi dal Carcere dell'Ucciardone.
Vito viene ucciso in un conflitto a fuoco dai poliziotti sulla statale, mentre gli altri due fuggitivi, insieme a Carmine Abate (uno dei complici) si rifugiano in una baracca ma vengono subito localizzati. Nardo dice a Carmine di restare lì e di arrendersi. Così Nardo e Iacuzzi fuggono per le fogne mentre Carmine però esce con un mitra in mano e viene così ucciso dai poliziotti sotto gli occhi disperati di Rosy e Claudia.
UN ANNO DOPO...
Claudia Mares viene riconfermata a capo della squadra antimafia di Palermo, con tre nuovi agenti al suo fianco. Sandro Pietrangeli, detto Pietra, un ex agente sotto copertura dai metodi rudi e diretti; il milanese Luca, fino a quel momento adibito a lavori d'ufficio, trapiantato nella difficile realtà siciliana; la giovane Fiamma, figlia di un giornalista assassinato da due giovani gangster tanti anni prima, per inclinazione e indole sempre dalla parte dei più deboli, esperta di informatica e di sorveglianza elettronica.
Claudia indaga sull'avvocato Cifalà, uomo di fiducia della famiglia Abate. La squadra organizza un appostamento in un ristorante dove sta per avere luogo un incontro tra l'avvocato, mafiosi siciliani e calabresi, e un colombiano. Ai gangster si accompagna anche un misterioso personaggio che sembra essere Ivan Di Meo che tutti credevano morto. La Duomo fa irruzione: Sandro uccide il gangster Antonio Policastro, Fiamma arresta il colombiano Montero e, tra lo scetticismo generale, Claudia riconosce Ivan che riesce a scappare in moto. La conferma del riconoscimento viene da una telecamera di sorveglianza della Dogana, i cui filmati sono visionati durante un'indagine antidroga.
Rosy Abate al mercato sfugge ad un tentativo di assassinio da parte di due uomini di Cannizzaro. Per la sua sicurezza personale, Claudia cerca di convincerla a tornare negli Stati Uniti ma Rosy rifiuta: vuole rimanere nella sua Palermo. Da quel momento dovrà accettare la protezione di una guardia del corpo, Manuele, figlio di un gangster detenuto, su ordine del fratello latitante Nardo.
Entra in scena Filippo De Silva, misterioso agente dei servizi segreti che lavora per Eugenio Greco. De Silva sa che Di Meo è un infiltrato e cerca di convincere Claudia a collaborare con lui a catturarlo.
Viene riconosciuto Calabrò, uno degli attentatori di Rosy. Sandro, Luca e Fiamma si recano in Calabria dove riescono ad arrestarlo. L'interrogatorio svela che ci potrebbe essere una faida tra calabresi e siciliani per il controllo della cocaina. Interrogando Calabrò si scopre che dietro al traffico di droga degli Abate si nasconde Gaetano Lipari, un importante narcotrafficante colombiano di origine italiana.
Torna in scena anche Alfiere che ora si occupa dell'archivio ma che attualmente aiuta anche la Mares.
Intanto l'imprenditore Torrisi viene ucciso dai gangster perché rifiutava di cedere il suo villaggio turistico agli Abate.
Filippo De Silva agente dei Servizi Segreti fa piazzare una cimice a casa della Mares. Lì Alfiere e Claudia nominano un certo Stefano Licciardello del clan Albano il quale scarica la cocaina appena arrivata e quindi sa dove si trova Di Meo. Claudia decide di andare da questo Licciardello ma De Silva, che ha ascoltato la conversazione, arriva per primo a casa dello scaricatore e si fa dire, sparandogli a una gamba, dove si trova Di Meo. Claudia, appena arrivata nei pressi dell'abitazione di Licciardello, segue De Silva, mentre Sandro, Luca e Alfiere trovano Licciardello ferito in casa.
Claudia e De Silva, giunti all'Arenella, trovano un capannone che fungeva da nascondiglio per un carico di cocaina colombiana. All'arrivo di Ivan, De Silva ritrova la gomma della sua auto bucata mentre Claudia si mette all'inseguimento di Ivan fino a raggiungerlo. Nel concitato faccia a faccia, lei gli spara. Ivan, a terra, ferito, rivela a Claudia di essere in realtà un infiltrato che tramite l'inconsapevole Nardo cerca di catturare il ben più pericoloso trafficante Lipari. La mette in guardia da De Silva che la controlla, e dalla stessa Rosy. Riluttante, lei alla fine, clandestinamente, lo ospita ferito a casa sua e cerca una conferma alle sue parole.
Nella scena finale si vede Rosy, a colloquio con l'avvocato Cifalà, rivelarsi per quella che effettivamente è: il capo della famiglia mafiosa.
- Ascolti Italia: telespettatori 4.801.000 – share 18,67%[1]

## La vendetta
- Diretto da: Beniamino Catena
- Soggetto di Serie: Pietro Valsecchi.
- Soggetti di puntata: Sandrone Dazieri e Luca Monesi

### Trama
Ivan è ferito ed è a casa di Claudia. Cerca di convincerla che lui è un infiltrato e che Rosy è il vero pericolo. In commissariato, Claudia svia i sospetti dicendo che Ivan è riuscito a scappare all'inseguimento. 
Alfiere scopre che Fiamma è figlia di un giornalista ucciso dai gangster quando lei aveva sette anni. Alfiere ricorda che quel giorno fu lui a fare l'interrogatorio a Fiamma.
Intanto Rosy ha aperto un commercio di vendita di prodotti tipici siciliani: Claudia vuole convincerla che Nardo deve essere arrestato, Rosy risponde dicendo che non lo ha più sentito. Claudia segue Rosy e vede cha si dirige dall'avvocato Cifalà, che d'ora in poi dovrà solo tenere a bada Montero. 
Ivan perde molto sangue e così Claudia dona il suo per una trasfusione. De Silva chiede a Manuele di chiamarlo ogni volta che Rosy si incontrerà con Ivan. 
Poco dopo scoppia un'autobomba davanti all'ufficio di Rosy che rimane illesa grazie a Manuele che si era reso conto dell'ordigno. 
Fiamma apprende dal suo amico giornalista Aldo che un detenuto gangster sa chi ha ucciso suo padre. Fiamma incontra il carcerato che le rivela che ad uccidere suo padre è stato Daniele Pinna che sarebbe morto cadendo in mare con la sua auto. Il suo corpo però non è mai stato ritrovato.
Intanto alla Duomo, Luca scopre che gli affari di Rosy non sono buoni e che ottiene il denaro necessario prestando soldi con strozzinaggio. Unica testimone è Michela Torrisi, figlia dell'imprenditore ucciso. Claudia poi la convince a testimoniare contro gli Abate.
Rosy ha deciso con Ivan che le riunioni con il fratello avverranno in un sotterraneo di una palestra. Qui convincono Nardo a non scatenare una guerra con i gangster calabresi. Intanto Nardo manda Iacuzzi e Daniela Pinna, detto Pescecane a uccidere due uomini del boss calabrese Cannizzaro.
Manuele riferisce a De Silva che Rosy ha incontrato Di Meo e che lei andrà a una mostra. Manuele riferisce la notizia anche alla Mares che fa sospendere il pedinamento a Rosy. Alla mostra De Silva comunica a Rosy che Di Meo è un infiltrato ma lei vuole le prove. Ora Nardo e Rosy credono che Di Meo sia una talpa. Questo per dimostrare il contrario accetta di uccidere Michela Torrisi, ma intanto avvisa subito la Mares. Ivan spara alla Torrisi e poi si disfa del cadavere in una impastatrice: in realtà non sono proiettili quelli che hanno colpito la Torrisi che poi viene caricata in macchina ospitata da Alfiere.
Nardo e Rosy tornano così a fidarsi di Di Meo.
Claudia fa pedinare Rosy che se ne accorge e litigano alla Duomo. Rosy e Ivan vanno all'incontro con Cannizzaro e decidono di aspettare tutti insieme Lipari. 
Manuele informa così la Mares dell'incontro e riferisce anche che Rosy andrà a cena con De Silva. Alla cena Rosy dichiara fedeltà a Ivan avvertendo De Silva di non insistere oltre. Infine Rosy e Ivan ballano insieme e si baciano sotto gli occhi di Claudia e Alfiere, appostati fuori in un furgone.
- Ascolti Italia: telespettatori 4.826.000 – share 18,67%[2]

## Cimici
- Diretto da: Beniamino Catena
- Soggetto di Serie: Pietro Valsecchi.
- Soggetti di puntata: Sandrone Dazieri e Luca Monesi

### Trama
Ivan racconta a Claudia che gli Abate hanno intenzione di uccidere una persona sconosciuta. Intanto Rosy incontra i rappresentanti delle altre famiglie palermitane e li informa del traffico della droga dei calabresi e del progetto di unire le forze per gestire tutto il narcotraffico. 
Claudia fa piazzare da Manuele una cimice nell'ufficio di Rosy. Un amico di De Silva del laboratorio di analisi scopre che il sangue della Torrisi è sangue finto. 
Sandro e Luca pedinano l'avvocato Cifalà che si incontra con un kosovaro reclutato come killer.
Luca scopre che l'obiettivo degli Abate è l'avvocato Liguori, così localizza il kosovaro e lo fa inseguire. Quando il kosovaro sta per investire l'avvocato in bici, interviene appena in tempo Fiamma che gli taglia la strada e lo fa schiantare contro un muro, uccidendolo sul colpo. Claudia e Liguori diventano amici e iniziano a collaborare insieme. 
Fiamma non si fida della Mares e la pedina insieme a Sandro. Claudia e Alfiere fanno trasferire la Torrisi in Puglia: Fiamma e Sandro vedono tutto, fanno delle foto e la Duomo raccontano tutto anche a Luca che si arrabbia molto. Claudia, sentendo il litigio dei tre, interviene e così Fiamma racconta di averla pedinata. Così la Mares è costretta a raccontare tutto alla squadra ma non si accorge che De Silva la sta ascoltando perché aveva fatto mettere una cimice nel pacchetto di sigarette della Mares. De Silva si dirige così a casa di Fiamma per rubare la macchina fotografica. Manuele avverte la Mares che De Silva è a casa di Fiamma. Manuele entra nella casa e in un litigio con De Silva, fa cadere la macchina fotografica dalla finestra. Così De Silva gli spezza il collo e lo lancia dalla finestra uccidendolo. La Mares arriva sul posto troppo tardi. De Silva si incontra con Rosy per farle sentire la registrazione della conversazione che ha sul computer, dimostrando così che Ivan è un infiltrato, ma Luca e Fiamma riescono a penetrare il firewall nel suo pc e a cancellare tutto. Rosy se ne va e intima a De Silva di non avvicinarsi più né a lei né tantomeno a Ivan.
Nardo decide con Di Meo, Iacuzzi e Pescecane che è arrivata l'ora di sbarazzarsi della Mares. Ordina così a Pescecane di mettere una bomba sotto la Fiat della poliziotta.
- Ascolti Italia: telespettatori 5.274.000 – share 20,69%[3]

## Dura prova per la Mares
- Diretto da: Beniamino Catena
- Soggetto di Serie: Pietro Valsecchi.
- Soggetti di puntata: Sandrone Dazieri e Luca Monesi

### Trama
Ivan avverte Claudia della bomba piazzata. Con Alfiere, nel frattempo tornato a fidarsi di Di Meo stesso, decide di far portare via la macchina con un carroattrezzi. Rosy scopre che Manuele è morto e che Nardo ha deciso la morte di Claudia. 
De Silva scopre che Di Meo ha come obiettivo Lipari.
Intanto Ivan incontra Rosy: lui non vuole che Claudia venga uccisa ma lei reagisce dicendogli che queste sono questioni di Nardo.
Liguori racconta a Claudia che le società che fanno capo agli Abate hanno effettuato spostamenti di denaro in favore di un'altra società, che fa capo a Lipari: si tratta di un nuovo carico di cocaina in arrivo.
Entra in scena Ivo Principe, detto Catanese, ex pugile, sicario e riscossore del pizzo appena uscito dal carcere per buona condotta. Riceve da Pescecane l'incarico di uccidere la Mares in cambio di 50;000 euro. Sandro e Luca lo pedinano e vedono che si reca a casa di Nunzia, donna delle pulizie della Mares e ex amica del Catanese. Fiamma, grazie a una foto scattata da Luca, capisce che la donna è Nunzia e così i due poliziotti entrano in casa della donna ma la trovano morta: il killer l'ha uccisa e ha preso le chiavi di casa della Mares. Fiamma avverte subito Alfiere, che ha accompagnato Claudia a casa. Appresa la notizia torna indietro dalla Mares con due suoi colleghi. Trova la porta aperta e avverte la Mares, che stava per farsi la doccia.
Il Catanese è già fuggito per i tetti e prima di dileguarsi spara ad Alfiere, che muore sotto gli occhi di Claudia pochi minuti dopo.
Il giorno dopo Claudia affronta Rosy che prima fa finta di non sapere nulla e poi le dice di essere contenta che sia viva.
Claudia fa pressioni su Ivan per farsi dire dove si nasconde Nardo Abate, ma Ivan non confessa per non far saltare la sua copertura. Lei però scopre lo stesso il nascondiglio grazie alla localizzazione della chiamata fatta da lui per avvertirla della bomba.
Pescecane incolpa il Catanese di non aver ucciso la Mares e così non verrà ricompensato: allora punta la pistola contro Pescecane e scappa.
Luca e Sandro trovano Iacuzzi, lo interrogano ma l'uomo sembra deciso a non rivelare nulla: ciononostante Luca scopre la zona del rifugio grazie ad un messaggio lasciato nella segreteria telefonica dello spacciatore.
Claudia e i suoi uomini si recano al nascondiglio sui monti presso un allevamento di cinghiali. Ivan, sentendo i versi dei cinghiali all'arrivo dei poliziotti, carica Nardo in moto e fuggono insieme. I poliziotti sparano ferendo Nardo a una gamba. I due fuggitivi sono costretti a rifugiarsi in un capannone. Nardo è ferito e non ce la fa a camminare, suggerisce così a Ivan di scappare e salvarsi almeno lui; quest'ultimo viene inseguito da Claudia, che ovviamente lo lascia andare. Fiamma, Luca e Sandro arrestano Nardo Abate. La Mares dichiara che l'operazione che ha portato all'arresto del boss è chiamata "Operazione Alfiere" per rendere omaggio al collega caduto in servizio per proteggerla.
Cifalà informa Rosy della cattura del fratello e di Iacuzzi. Lei decide così che la cocaina debba essere spartita tra i clan della Mafia, Camorra, Ndrangheta e Sacra Corona Unita: solo così smetteranno di farsi la guerra e il traffico di cocaina potrà aumentare.
Fiamma, grazie ad una foto, scopre che Daniele Pinna, lo scagnozzo che uccise suo padre, è ancora vivo. Intanto Rosy incontra in un nascondiglio segreto Ivan.
- Ascolti Italia: telespettatori 5.614.000 – share 21,36%[4]

## Il summit
- Diretto da: Beniamino Catena
- Soggetto di Serie: Pietro Valsecchi.
- Soggetti di puntata: Sandrone Dazieri e Luca Monesi

### Trama
Rosy incontra in carcere Nardo che la avverte di stare attenta a come si muove. La Duomo ascolta la conversazione e capisce che Rosy vuole prendere il comando al posto di Nardo. 
Fiamma vuole dare la caccia a Pinna ma la Mares dice che deve aspettare. Intanto due gangster in moto cercano di sparare a Rosy che è in auto con Ivan, che frena facendo cadere i due. Esce così dalla macchina e uccide uno dei due. Rosy scopre che uno dei suoi uomini, Rosario, è il mandante e così lo fa torturare e uccidere da Pinna.
Rosy dà a Ivan una fede: così il loro rapporto è ufficiale e Ivan potrà partecipare all'incontro con Lipari.
Intanto De Silva va a prendere i colombiani all'aeroporto. La Duomo viene affiancata da altri tre poliziotti specializzati nel narcotraffico delle famiglie mafiose pugliesi, calabresi e campane. Tutti insieme si mettono a studiare la pianta dell'albergo di Cefalù dove si dovrebbe tenere l'incontro secondo Ivan, il quale in seguito però chiama Claudia per dirle che Lipari ha cambiato il luogo dell'incontro perché non si fidava: viene a sapere però che l'incontro si terrà alle nove di sera.
Luca intanto scopre il numero di telefono dei colombiani e che si sono recati al porto. La Duomo pensa così che Lipari sia arrivato in nave e non in aereo. Luca e Sandro intanto perquisiscono la stanza dei colombiani. I poliziotti aggiunti pedinano i colombiani e notano che si stanno recando a un teatro con il presunto Lipari. La Duomo presume che il summit sia quella sera al teatro.
Intanto Fiamma, grazie al suo informatore, trova la masseria dove si stava nascondendo Pinna: fa irruzione ma il gangster fugge in moto.
La Mares si arrabbia molto con Fiamma che però dice di aver trovato dei medicinali per il mal di mare a casa dei colombiani: l'incontro si terrà quindi alle 21 su una nave diretta a Tunisi. 
La Duomo si imbarca sulla nave con un camper. Scoprono il numero della stanza di Lipari e che l'incontro avverrà nel teatro della nave e così vi piazzano delle cimici. Fiamma vede che sulla nave c'è anche Pinna e si vuole dirigere verso di lui ignorando le direttive della Mares ma fortunatamente Sandro entra in scena e la porta via.
Intanto sono arrivati tutti i capi famiglia e Lipari al teatro: il summit ha inizio.
Fiamma però torna da Pinna e si fa seguire per poi ucciderlo nella sua cabina: nella sparatoria lei viene però colpita e così, dopo aver ucciso il fuorilegge, giunta alla porta della stanza, cade svenendo. In seguito arriva a soccorrerla il suo collega Luca.
Intanto Lipari sta parlando di lavoro e di spartizione di cocaina. Allora i poliziotti fanno irruzione arrestando Raffaele Cannizzaro (ndrangheta), Ciruzzo Pace (camorra) e Devoto Muria (sacra corona unita). Lipari e Rosy riescono a scappare. Ivan e Sandro inseguono e arrestano Lipari. Rosy si butta in mare dal ponte della nave sotto gli occhi di Ivan e Claudia, appena accorsa. Rosy viene recuperata dai suoi uomini con un motoscafo.
In questura Montero viene rilasciato e messo sotto protezione perché riconosce Lipari che continua a difendersi dicendo che si chiama Antonio Colonna. In spiaggia viene poi anche arrestato Di Meo, reo di essersi infiltrato senza un permesso ufficiale della questura.
- Ascolti Italia: telespettatori 5.727.000 – share 23,44%[5]

## Il PC
- Diretto da: Beniamino Catena
- Soggetto di Serie: Pietro Valsecchi.
- Soggetti di puntata: Sandrone Dazieri e Luca Monesi

### Trama
Ivan in carcere è preso di mira da tutti i detenuti che in coro gli cantano anche una canzone:
«Domani è domenica, tagliamo la testa a Menica, Menica non c'è, tagliamo la testa al Re, il Re è malato, tagliamo la testa al soldato, il soldato è babbeo, tagliamo la testa a Ivan Di Meo».
Platania manda al sicuro Rosy in una masseria in campagna. 
Intanto Fiamma viene sospesa dal servizio perché la polizia non ha ritrovato sulla nave l'arma di Pinna.
In carcere Iacuzzi tenta di uccidere Di Meo ma intervengono le guardie. Rosy viene ricercata dalle famiglie Manzella e Zagaria perché deve restituirgli i soldi. Sandro e Luca scoprono che un bambino ha preso la pistola di Pinna sulla nave. I due recuperano così l'arma e Fiamma viene reintegrata in servizio perché si è trattato di legittima difesa.
Il laboratorio analizza un frammento osseo della madre di Lipari e il DNA di Antonio Colonna ma i due non coincidono: l'uomo arrestato sulla nave non è Gaetano Lipari. Claudia capisce così che il vero Lipari era Montero. Quest'ultimo intanto evade dagli arresti domiciliari con l'aiuto di De Silva, dirigendosi verso un aeroporto privato. Sandro e Luca li inseguono ma non riescono a raggiungerli perché Lipari spara a una ruota della loro vettura. De Silva, non riconosciuto dai due poliziotti, ospita Lipari in una villa al mare. Ora De Silva deve recuperare il PC di Lipari all'ufficio reperti della Questura. Intanto Claudia e Sandro perquisiscono l'abitazione di De Silva e trovano il fascicolo dell'attività da infiltrato di Di Meo che viene così scarcerato. In seguito va a recuperare il PC ma la Duomo lo ha sostituito con uno dotato di localizzatore.
Platania, fidato di Rosy, fa il doppio gioco e incontra così Manzella per discutere dell'attentato da fare a Rosy. Platania avvisa Rosy, che il giorno dopo, alla partenza, si veste uguale alla sua cameriera Aneta alla quale fa indossare il proprio ciondolo. Aneta dovrà guidare l'auto all'aeroporto e i gangster, pensando che nell'auto ci sia Rosy la fanno esplodere su segnale di Platania. Sul posto arrivano Claudia e Ivan che riconoscono il ciondolo e capiscono che il corpo carbonizzato potrebbe essere quello di Rosy ma bisognerà aspettare la prova del DNA per saperlo con certezza. Ivan inoltre, finalmente libero di vivere la sua storia con la donna che ama veramente, chiede a Claudia di sposarlo e la donna accetta felice.
De Silva intanto porta il PC fasullo a Lipari, pensando di aver recuperato quello vero. Interviene così la Duomo che fa irruzione nella villa: De Silva viene arrestato e Lipari viene ucciso dalla Mares in un inseguimento.
In commissariato De Silva dice che era sul punto di arrestare Lipari e che il suo capo ne era a conoscenza, facendo però finta di non sapere che questi è morto, ucciso proprio da lui: viene così rilasciato. In seguito si incontra con Platania, Cifalà e Rosy: insieme decidono di recuperare il PC di Lipari, ora in mano a Ivan, per prendere i soldi dai conti correnti di Lipari.
- Ascolti Italia: telespettatori 5.327.000 – share 21,97%[6]

## Lo scambio
- Diretto da: Beniamino Catena
- Soggetto di Serie: Pietro Valsecchi.
- Soggetti di puntata: Sandrone Dazieri e Valter Lupo

### Trama
Ivan viene rapito dagli uomini di Rosy sotto gli occhi di Claudia, la quale avverte subito la Duomo e prova a inseguire il furgone ma poi lo perde. I rapitori abbandonano e incendiano il furgone per poi proseguire su un'altra vettura. Ivan viene picchiato a sangue perché non vuole confessare dove ha nascosto il PC di Lipari. La Duomo trova il furgone e rintraccia un'auto che era appostata fuori dalla Duomo prima del rapimento: è rubata ed è stata usata da un pregiudicato.
Ivan, prigioniero, incontra Rosy che credeva morta, cerca di convincerla del suo amore e di aver organizzato tutto per proteggerla e le dice che il PC è in una cassetta postale. Rosy manda uno de suoi uomini a recuperare il PC.
La Duomo scopre che il pregiudicato dell'auto sta comprando cibo per i rapitori e così lo pedinano. Ivan intanto è riuscito a liberarsi e a scappare dalla prigione. Nel frattempo il pregiudicato arriva al villaggio turistico, da dove sta scappando Ivan, dopo aver infilzato il sicario di Platania che era di guardia e lo voleva uccidere. Claudia, Luca e Sandro, arrivati al villaggio, sparano al rifornitore di cibo ma non trovano Ivan che sente la voce di Claudia, tenta di raggiungerla ma proprio quando è a poco da lei, i rapitori lo riprendono. Claudia capisce che Rosy è stata al villaggio dai mozziconi di sigaretta che poi fa analizzare ed emergerà così che Rosy è ancora viva. Lei viene trovata dagli aguzzini delle altre famiglie che uccidono i due anziani che avevano ospitato la ragazza in campagna. Nello stesso istante Nardo Abate viene ucciso a coltellate in carcere.
Gli uomini di Rosy non hanno trovato il PC e così lei diventa furiosa. Ivan continua a non voler rivelare dove ha nascosto il PC. Allora arriva De Silva che lo colpisce sul suo punto debole: sta per essere uccisa Claudia. Ivan è così costretto a rivelare dove ha nascosto il PC: è in un circolo sportivo. Claudia e Sandro intuiscono che il PC sia lì, vi si dirigono e lo recuperano da un armadietto. All'uscita del circolo però ci sono gli uomini di Rosy che sono venuti a prendere il computer. Si scatena così una sparatoria, ma i gangster scappano perché sta arrivando la Polizia. L'esito dello scontro a fuoco è di un solo morto, ucciso dai colpi della pistola di Pietrangeli.
Claudia informa De Silva che lei è in possesso del PC e che è disposta a fare uno scambio: Ivan in cambio del PC. De Silva avverte subito Rosy, la quale accetta lo scambio. Però ora è l'ufficio reperti ad avere in custodia il PC per analizzarlo. Rosy va a casa di Claudia e, sotto minaccia, le fa rubare il PC. Fiamma vede tutto e decide così di pedinare le due, avvertendo Luca e Sandro. Lo scambio avverrà in una zona industriale: Claudia dà il PC a Rosy, Ivan viene liberato e mentre si sta dirigendo verso Claudia, Rosy lo uccide sparandogli. Allora la Mares e Fiamma iniziano a sparare a un gangster, che muore all'istante, e a Rosy, che riesce ugualmente a scappare anche dall'inseguimento di Luca e Sandro. Ivan, così, muore nelle braccia di Claudia.
- Ascolti Italia: telespettatori 4.809.000 – share 20,64%[7]

## Braccata
- Diretto da: Beniamino Catena
- Soggetto di Serie: Pietro Valsecchi.
- Soggetti di puntata: Sandrone Dazieri e Valter Lupo

### Trama
Una famiglia mafiosa rivale degli Abate fa irruzione nel nuovo covo di Rosy e uccide alcuni uomini di Totò Platania, finché non interviene quest'ultimo e crivella tutto il gruppo con l'aiuto di un complice.
Dopo il funerale di Ivan, Claudia riceve un ultimatum dal questore, che le concede un'ultima settimana per arrestare Rosy Abate. Nel frattempo Rosy ingaggia il "Catanese" per eliminare Claudia una volta per tutte, ma il tentativo di omicidio fallisce e il "Catanese" viene arrestato dagli uomini della Duomo.
Rosy, in possesso del computer di Lipari, contenente i codici per accedere a un capitale di ben sette miliardi di euro, tenta in tutti i modi di decriptare la password di accesso al computer, ma invano: decide così di affidarsi alle mani di un esperto, e con l'aiuto di De Silva ingaggia un ingegnere informatico romano, Manni, costretto suo malgrado ad aiutare la gangster, pena l'omicidio in caso di fallimento.
Manni riesce a sbloccare il computer, ma Rosy decide di eliminarlo per non correre rischi di denuncia, ma mentre gli uomini della Abate stanno per giustiziare il malcapitato, interviene la Duomo, che salva l'ingegnere uccidendo l'aguzzino e costringendo Rosy e i suoi "soldati" alla fuga.
Grazie alla collaborazione di Manni la Duomo riesce a incastrare De Silva (era stato il corrotto agente, infatti, a reclutare l'ingegnere con l'inganno), e con un blitz sull'autostrada arresta buona parte dei capi delle famiglie mafiose palermitane, nel frattempo alleatesi con gli Abate per ottenere una fetta di quei sette miliardi di euro, e De Silva, con l'accusa di associazione mafiosa.
Rosy fugge nelle campagne intorno all'autostrada, inseguita da Claudia: il vicequestore si trova faccia a faccia con l'ex amica e dopo averla colpita violentemente al volto la tiene sotto tiro con la pistola, con i continui inviti da parte della gangster di ucciderla: Rosy Abate sembra ormai prossima ad essere definitivamente arrestata, ma improvvisamente spunta un elicottero con degli uomini che la traggono in salvo e sparano a Claudia, la quale si salva grazie al suo giubbotto antiproiettile.
Nella scena finale Rosy Abate si trova in una lussuosa villa sul mare in Colombia, in compagnia di un elegante e misterioso individuo, un certo Vincent, il quale dichiara di essere il vero proprietario dei sette miliardi di euro di Lipari.
- Ascolti Italia: telespettatori 6.027.000 - share 27,78%[8]